# Buondelmonte
Buondelmonte es una ópera en dos actos con música de Gaetano Donizetti y libreto en italiano de Pietro Salatino, basado en las Historias florentinas de Maquiavelo. Se estrenó el 18 de diciembre de 1834 en el Teatro San Carlos de Nápoles. 

## Historia
Donizetti firmó el contrato con el Teatro San Carlos para una nueva ópera. Se escogió como tema el drama de Schiller Mary Stuart, sobre libreto del joven Giuseppe Bardare. Pero la censura napolitana acabó con el libreto, a causa del final cruento de la ópera. En diez días, Donizetti tuvo que adaptar la música a un nuevo libreto, "Buondelmonte", extraído de las Historias florentinas (Istorie fiorentine) de Maquiavelo. La ópera, en su primera representación, no tuvo éxito ni tampoco tuvo éxito en La Scala, en su tema original de Maria Stuarda, que después de seis representaciones fue prohibida. Buondelmonte tuvo algunas reposiciones esporádicas en el siglo XIX, pero con el lanzamiento de "María Estuardo" en el año 1865 desapareció del repertorio definitivamente. En las estadísticas de Operabase Archivado el 14 de mayo de 2017 en Wayback Machine. no aparece entre las óperas representadas en el período 2005-2010.

## Argumento
La ópera narra el enfrentamiento que se produjo en Florencia en el 1200, provocando el contraste entre las familias de los Amidei y de los Donati, que más tarde dividió la ciudad entre los güelfos y los gibelinos.
Irene de' Donati espera el matrimonio con su amado Buondelmonte, pero las bodas se producen en la familia Amidei: de Bianca, anteriormente prometida a Buondelmonte y aún enamorada, y de Mosca, pariente de los Amidei, que no soporta el matrimonio con la odiada familia rival. Lamberto mata a Buondelmonte, comunicándoselo a su hermana Bianca, que muere por el dolor.